# Майкъл Харнър
Майкъл Харнър (на английски: Michael Harner) е американски антрополог и шаман, основател и ръководител на Фондацията за изследване на шаманизма. Преди това той преподава антропология в Йейлския университет и Калифорнийския университет – Бъркли. Автор е на книгата „Пътят на шамана“ („The Way of the Shaman“).